# 普罗旺斯地区艾克斯自然史博物馆
普罗旺斯地区艾克斯自然史博物馆（Museum d’Histoire Naturelle Aix en Provence）是一个自然历史博物馆，位于法国普罗旺斯地区艾克斯。

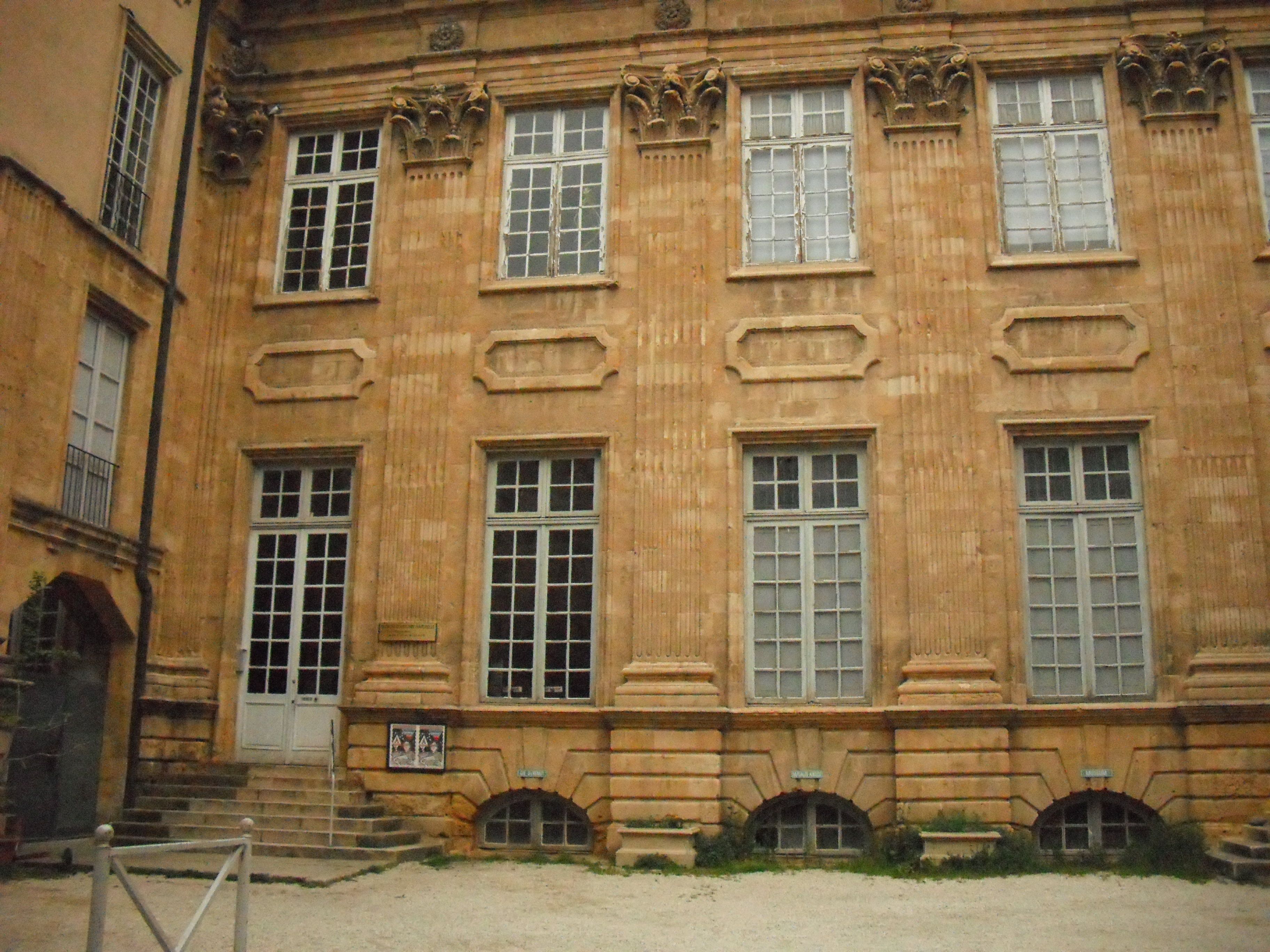
旧馆

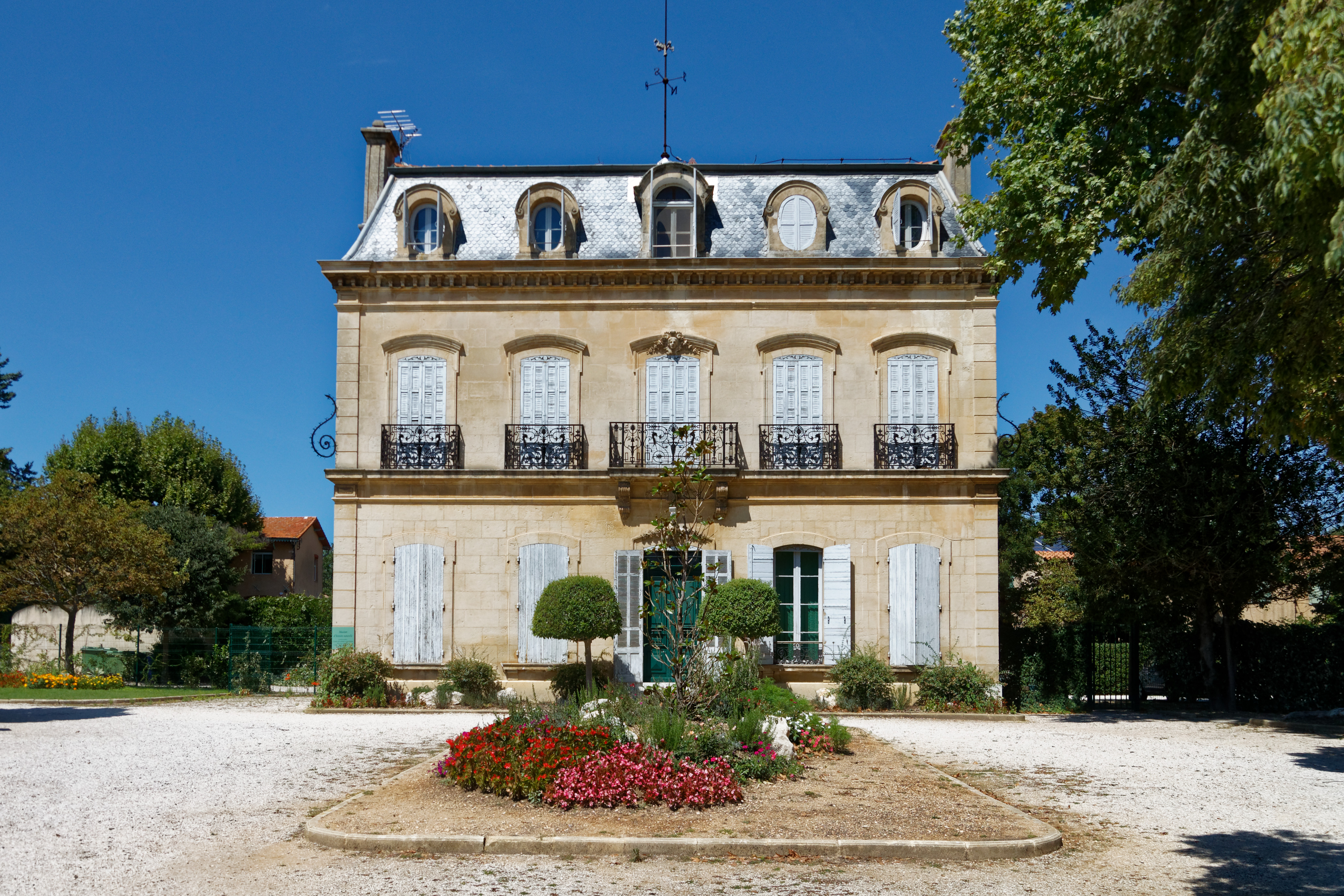
新馆

## 建筑物
2014年以前，该博物馆一直设于艾克斯市的布瓦耶埃吉耶公馆（Hôtel Boyer d'Eguilles）。目前，收藏品已被运到另外的地点，除了教育活动外，不对公众开放。该博物馆计划于2019–2020年在圣米特尔公园（Saint-Mitre Park）的新址重新开放